# Transtorno cognitivo pós-quimioterapia
Transtorno Cognitivo Pós-Quimioterapia ou Transtornos Cognitivos Relacionados à Quimioterapia descreve o comprometimento cognitivo que pode resultar do tratamento quimioterápico. Aproximadamente 20 a 30% das pessoas que se submetem à quimioterapia experimentam algum nível de comprometimento cognitivo pós-quimioterapia. O fenômeno apareceu pela primeira vez em razão do grande número de sobreviventes de câncer de mama que se queixaram de alterações na memória, fluência e outras habilidades cognitivas que impediam sua capacidade de funcionar como faziam antes da quimioterapia.
Os níveis plasmáticos do biomarcador dehidroepiandrosterona (DHEA) e sua forma sulfatada (DHEAS) - conjuntamente referidos como DHEA (S) - são determinantes biológicos da doença.